# Anna Piróg
Anna Piróg-Karaszkiewicz (ur. 11 grudnia 1977 w Warszawie) – polska aktorka filmowa i teatralna.
W 2001 ukończyła studia na PWST w Krakowie. 18 maja 2002 debiutowała na deskach teatru. W 2002 otrzymała nagrodę im. Andrzeja Nardellego za najlepszy debiut sezonu za rolę Clare w  przedstawieniu Oleannie Davida Mameta, które było wystawiane w Teatrze Nowym w Poznaniu.

## Filmografia
- 1999−2000: Czułość i kłamstwa jako Kinga Grużewska, koleżanka Łukasza
- 2000: Twarze i maski jako Magda (odc. 4)
- 2000: Nie ma zmiłuj jako Monika Jankiewicz
- 2000: Na dobre i na złe jako Karolina (odc. 21 i 22)
- 2001: Tam i z powrotem jako pielęgniarka
- 2001: Lokatorzy jako Grażyna, narzeczona Franka (odc. 53)
- 2002: Samo życie jako fryzjerka w Salonie Fryzjerskim „Franck Provost”
- 2003−2006: Klan jako (3 role: lokatorka bloku przy ulicy Cichego; klientka restauracji „Rosso”; Lidka)
- 2003: Plebania jako Jola Stolarek
- 2003: Lokatorzy jako Todzia Grabiec (odc. 173)
- 2003: Kasia i Tomek jako sprzedawczyni; tylko głos (III Seria/odc. 16)
- 2003−2005: Defekt jako pielęgniarka
- 2004: Oficer jako reporterka (odc. 5)
- 2004: Kryminalni jako Agnieszka Makowska (odc. 11)
- 2005: Złotopolscy jako Marletta Poziomka, kelnerka w restauracji Marty Gabriel
- 2005: M jak miłość jako kelnerka w klubie „Oaza” (odc. 299)
- 2005: Klinika samotnych serc jako „Pacyna”, przyjaciółka Ewy Majdan
- 2005: Egzamin z życia jako respondentka - lesbijka (odc. 28)
- 2005: Biuro kryminalne jako Monika Rybacka (odc. 6)
- 2006: U fryzjera jako pani mecenas (odc. 6)
- 2006: Oficerowie jako dziennikarka (odc. 11)
- 2006: M jak miłość jako kosmetyczka (odc. 411)
- 2006: Bulionerzy jako Sabina, narzeczona Krupskiego (odc. 69)
- 2007: Odwróceni jako urzędniczka w banku (odc. 1)
- 2007: Faceci do wzięcia jako Maja
- 2007−2014: Barwy szczęścia jako Dorota Jeleń, żona Michała
- 2008: Detektywi jako Maja, przyjaciółka Roksany
- 2008: Teraz albo nigdy! jako sprzedawczyni (odc. 24)
- 2008: Ojciec Mateusz jako pielęgniarka (odc. 8)
- 2008: Non-stop kolor jako Olga, przyjaciółka „Muzy”
- 2010: Chichot losu jako  Irena (odc. 5 i 9)
- 2011: Prosto w serce jako lekarka (odc. 179)
- 2011: Przepis na życie jako kwiaciarka (odc. 17)
- 2011: Ojciec Mateusz jako Dorota, pracownica banku (odc. 87)
- 2011: Licencja na wychowanie jako sąsiadka Leszczyńskich
- 2013: Przyjaciółki jako sprzedawczyni w salonie sukien ślubnych (odc. 22 i 24)